# 비류국
비류국(沸流國), 또는 다물국(多勿國), 비류나(沸流那)는 압록강의 만주 쪽 지류인 훈강(비류수, 沸流水) 상류에 있었던 부족국가이다.

## 역사
기원전 36년(동명성왕 2년)에 비류국의 왕 송양(松讓)이 고구려 동명성왕에게 항복하였고, 동명성왕은 비류국을 '옛 상태로 되돌린다. 되물린다'는 뜻의 고구려말인 다물(多勿)로 개칭하고 송양을 그곳의 왕으로 임명했다.
'다물'을 옛 땅을 회복한다는 의미로 해석하는 견해도 있지만, 동명성왕이 송양의 영토를 정복하여 신하로 삼았으나 나중에 나라가 커진 후에 그에게 땅을 되물려 주는 것이므로 '다물'은 '원래 상태로 되돌리다'라는 의미로 해석하는 견해도 있다.

## 역대 국왕
| 대수 | 호칭           | 성명       | 재위기간 |
| ---- | -------------- | ---------- | -------- |
| 1    | 다물후(多勿侯) | 송양(松讓) | ? ~ ?    |

## 같이 보기
- 소노부